# مجمع الصالات المغطاة باستاد القاهرة الدولي
مجمع الصالات المغطاة باستاد القاهرة الدولي يُعد من المنشئات العملاقة وقد أشرف على تصميمه كل من المركز المعماري «مجد مسرة» ودار الهندسة للتصميم والاستشارات الفنية «شاعر ومشاركوه». وقام بالإشراف على التنفيذ مكتب مصر الاستشاري د. حسن رشدي، وتحدت شركة المقاولون العرب (عثمان أحمد عثمان وشركاه) قطاع المشروعات الكبرى نفسها في تنفيذه في مدة لم تتجاوز الـ 18 شهراً، يتكون من أربعة صالات (الصالة الرئيسية الكبرى رقم1) 16900 مشاهد، (الصالة الوسطى رقم 2) 1620مشاهد، (الصالة الصغرى رقم3)720 مشاهد، (الصالة الصغرى رقم 4) 720 مشاهد.
صممت أسقف الصالات الأربع من جمالون حديدي (قباب) يحملها كابلات من الصلب. وجميع الصالات مزودة بنظام لمستويات الإضاءة وفقاً للاستخدامات (نظافة – تدريب- مباريات- مباريات مذاعة تليفزيونيا). كما صنعت كراسى الجمهور لجميع الصالات من البوليستر المقوى (فيبر جلاس).
جميع الصالات مكيفة الهواء، حيث يخدمها تكييف مركزي بنظام الكتروني بقدرة 3600 طن تبريد.

## الصالة الرئيسية الكبرى
تبلغ مساحتها الكلية 11304م2، ويبلغ قطرها الداخلي 120 متراً، ويبلغ ارتفاع القبة 39.8 مترا، ويبلغ قطر الملعب 55 متراً (بمساحة 2900م2).
تشتمل الصالة في منسوب الملعب على:
المقصورة الرئيسية: صالونات كبار الزوار ويخدمها:
مصعد- دورات مياه- بوفية) – مصعدين لخدمة الحكام والإداريين.
غرف تغيير الملابس للاعبين- غرفة الكشف عن المنشطات.
عدد (2) ساونا – كافيتيريا.
قاعة للمؤتمرات الصحفية مكيفة ومجهزة بنظام الصوت – 36 كابينة للإعلاميين.
غرف لنظام التحكم في الإضاءة وغرف التحكم للوحات الالكترونية ونظام الصوت.
يخدم الصالة لوحتي نتائج (فيديوول).

## الصالة الوسطى
المساحة الكلية للصالة 3037 م2، ويبلغ قطرها الداخلي 62.2 مترا، ويبلغ ارتفاع القبة 24متراً.
أرضية الملعب من مادة مطبوخة بسمك 11مم.
تشتمل الصالة على:
لوحتي نتائج إلكترونية FULL MATRIX يمكنها عرض النتائج والصور والرسومات وإظهار البيانات باستخدام المكعبات الملونة.
11 كابينة للإعلاميين
5 كبائن لغرف التحكم لنظام الإضاءة واللوحات الإلكترونية ونظام الصوت.

## الصالات الصغرى
يبلغ القطر الداخلي لكل منهما 50.2 مترا، كما يبلغ ارتفاع القبة 19 مترا، مساحة الملعب 826 م2.
أرضية الصالة من مادة الترافلكس بسمك 6.5مم.
لوحة نتائج إلكترونية FULL MATRIX يمكنها عرض نتائج والصور والرسومات وإظهار البيانات باستخدام المكعبات الملونة.
تشتمل الصالة على: 7 كابينة للإعلاميين.
5 كبائن لغرف التحكم لنظام الإضاءة واللوحات الإلكترونية ونظام الصوت.

## الوصف الفني للصالات المغطاة

### بوابات الدخول
- 9 بوابات، بالإضافة إلى ممرات وكباري المشاة التي تصل طولها إلى أكثر من 2000م/ط بعرض يتراوح ما بين 14إلى 20م.
- شبكة التغذية الخارجية لمياه الشرب 300م/ط، شبكة الصرف الصحي الخارجي 1400م/ط.
- شبكة الري حوالي 4000م/ط.

### أعمال التكييف
- تبلغ قدرة نظام تكييف الهواء المنفذ في المجمع بصالاته الأربع 3600 طن تبريد ويعمل بنظام كمبيوتر مركزي.

### أنظمة الصوتيات
- نظام رئيسي في كل صالة، نظام مساعد للإذاعة والصوتيات خاص بالمعلقين والأجهزة الإعلامية، مخارج للاتصالات التليفونية المحلية والدولية والصحافة والأجهزة الإعلامية.

### نظام مكافحة الحريق
- ويشمل أجهزة التشغيل والتحكم ومحطة طلمبات لدفع المياه لـ 37 مخرج موزعة لتغطية مرافق المجمع بالكامل- نظام الإنذار بالحريق.

### نظام لوحات النتائج
الصالة الرئيسية:
لوحتي نتائج تبلغ أبعاد كل لوحة 10×6 متر وتتكون من 64 شاشة عرض تليفزيونية، ويمكن استخدامها لعرض النتائج وإظهار البيانات والصور والرسومات والأفلام وكلوحة إعلانات.
الصالة المتوسطة:
لوحتي نتائج من نوع Full Martix أبعاد شاشاتها 7×3.75 متر ويمكن استخدمها لعرض النتائج وإظهار البيانات والصور والرسومات والأفلام وكلوحة إعلانات باستخدام المكعبات الملونة.
الصالتان الصغيرتان:
بكل منهما لوحة نتائج واحدة من نظام Full Martix مقاس 5متر ×2.5متر.

### الأعمال الكهربائية
- شبكة القوى الكهربائية وتشمل محطة محولات داخلية تحتوي على (8) ثمانية محولات بقدرة إجمالية 8 ميجاوات ولوحات التوزيع الفرعية والنهائية وعددها 160 لوحة بالإضافة إلى مجاري ومواسير وشبكات الكابلات.

### أعمال الإنارة
- الإنارة الخارجية للمرات والحدائق والإنارة الغامرة بنظام الكشافات من طرازات متعددة.
- الإنارة الداخلية بنظام الكشافات من طرازات متعددة تتميز بالتالي:
  - تغطية كافة متطلبات التصوير التليفزيوني الملون.
  - تحقيق الرؤية المريحة للاعبين والحكام والمشاهدين.
  - التوفير في الطاقة الكهربائية.

### أبراج الخدمات
- 8 أبراج، لكل صالة برجين، والأبراج على 3 مناسيب: بكل منسوب غرف لخدمة أعمال الصيانة الكهربائية.
- منسوب لدورات المياه وغرف تغيير الملابس للاعبين ومنسوب لدورات المياه للجمهور.
- منسوب لدورات المياه للإدارة ويوجد بوفيهات بكل من منسوب اللاعبين والجمهور.